# Dicyphus phaceliae
Dicyphus phaceliae är en insektsart som beskrevs av Knight 1968. Dicyphus phaceliae ingår i släktet Dicyphus och familjen ängsskinnbaggar. Inga underarter finns listade i Catalogue of Life.